# Vižula
Vižula ist eine kroatische Halbinsel an der Südspitze Istriens. Sie ragt vom Küstenort Medulin aus in eine Bucht des Adriatischen Meeres. Vižula hat eine Fläche von etwa 0,24 km².
Vižula ist vor allem durch die auf ihr befindliche Ausgrabungsstätte bekannt, die zu den bedeutendsten Kroatiens zählt. Die Fundamente sind freigelegt und können besichtigt werden. Die Halbinsel steht seit 1974 unter Denkmalschutz.
Die Ausgrabungsstätte auf Vižula beinhaltet insbesondere eine römische Villa an der Westküste der Halbinsel. Sie wurde vom 1. bis 4. Jh. n. Chr. errichtet und gehörte vermutlich Konstantin dem Großen. Erhalten sind Teile von Bodenmosaiken und einem Abwassersystem.
Die archäologischen Ausgrabungen auf Vižula begannen im Jahr 1995 und dauerten 2013 noch an.